# Niwka, Hạt Kamień
Niwka [ˈnifka] (tiếng Đức: Augustenhof)  là một khu định cư ở khu hành chính của Gmina Golczewo, thuộc quận Kamień, West Pomeranian Voivodeship, ở phía tây bắc Ba Lan.